# Finala Ligii Campionilor 2005
Finala Ligii Campionilor 2004-2005 a fost meciul final și decisiv din cadrul Ligii Campionilor 2004-2005. Meciul a avut loc pe data de 25 mai 2005, pe Stadionul Olimpic Atatürk din Istanbul, Turcia. Finala s-a disputat între Liverpool FC (Anglia) și AC Milan (Italia), fiind câștigată de către englezi, la penalty-uri, după cele 120 de minute scorul fiind egal: 3-3. Acesta este unul dintre cele mai cunoscute meciuri din istoria fotbalului, Liverpool reușind să revină după ce fusese condusă la pauză cu scorul de 3-0. Pentru AC Milan au marcat Paolo Maldini (căpitanul echipei) și Hernán Crespo o dublă, în timp ce pentru Liverpool au marcat Steven Gerrard (căpitanul echpei), Vladimír Šmicer și Xabi Alonso. Este una dintre cele mai mari reveniri reușite vreodată de către o echipă la un nivel înalt, fapt pentru care meciul a fost supranumit Miracolul de la Istanbul. Acesta a fost al cincilea trofeul UEFA Champions League câștigat de echipa din Anglia.

## Detalii
| Milan                     | 3–3 (a.e.t.) | Liverpool                         |
| ------------------------- | ------------ | --------------------------------- |
| Maldini 1' Crespo 38' 44' | (Report)     | Gerrard 54' Šmicer 56' Alonso 60' |

|                                                                        |     | Penaltiuri                                                         |  |
| Serginho · Andrea Pirlo · Jon Dahl Tomasson · Kaká · Andriy Shevchenko | 2–3 | Dietmar Hamann · Djibril Cissé · John Arne Riise · Vladimír Šmicer |  |

| Milan | Liverpool F.C. |

| AC MILAN:       |    |                       |  |      |
|                 |    |                       |  |      |
| GK              | 1  | Dida                  |  |      |
| RB              | 2  | Cafu                  |  |      |
| CB              | 31 | Jaap Stam             |  |      |
| CB              | 13 | Alessandro Nesta      |  |      |
| LB              | 3  | Paolo Maldini         |  |      |
| DM              | 21 | Andrea Pirlo          |  |      |
| RM              | 8  | Gennaro Gattuso       |  | 112' |
| LM              | 20 | Clarence Seedorf      |  | 86'  |
| AM              | 22 | Kaká                  |  |      |
| CF              | 7  | Andriy Shevchenko     |  |      |
| CF              | 11 | Hernán Crespo         |  | 85'  |
| Rezerve:        |    |                       |  |      |
| GK              | 46 | Christian Abbiati     |  |      |
| DF              | 4  | Kakha Kaladze         |  |      |
| DF              | 5  | Alessandro Costacurta |  |      |
| MF              | 10 | Rui Costa             |  | 112' |
| MF              | 24 | Vikash Dhorasoo       |  |      |
| MF              | 27 | Serginho              |  | 86'  |
| FW              | 15 | Jon Dahl Tomasson     |  | 85'  |
| Antrenor:       |    |                       |  |      |
| Carlo Ancelotti |    |                       |  |      |

| LIVERPOOL:     |    |                 |     |     |
|                |    |                 |     |     |
| GK             | 1  | Jerzy Dudek     |     |     |
| RB             | 3  | Steve Finnan    |     | 46' |
| CB             | 23 | Jamie Carragher | 76' |     |
| CB             | 4  | Sami Hyypiä     |     |     |
| LB             | 21 | Djimi Traoré    |     |     |
| DM             | 14 | Xabi Alonso     |     |     |
| RM             | 10 | Luis García     |     |     |
| CM             | 8  | Steven Gerrard  |     |     |
| LM             | 6  | John Arne Riise |     |     |
| SS             | 7  | Harry Kewell    |     | 23' |
| CF             | 5  | Milan Baroš     | 81' | 85' |
| Rezerve:       |    |                 |     |     |
| GK             | 20 | Scott Carson    |     |     |
| DF             | 17 | Josemi          |     |     |
| MF             | 16 | Dietmar Hamann  |     | 46' |
| MF             | 18 | Antonio Núñez   |     |     |
| MF             | 25 | Igor Bišćan     |     |     |
| FW             | 9  | Djibril Cissé   |     | 85' |
| FW             | 11 | Vladimír Šmicer |     | 23' |
| Antrenor:      |    |                 |     |     |
| Rafael Benítez |    |                 |     |     |

| Omul meciului: Steven Gerrard Arbitrii asistenți: Clemente Plou Oscar Samaniego Al patrulea oficial: Arturo Dauden Ibáñez |

## Statistici
Prima repriză
|                   | Milan | Liverpool |
| ----------------- | ----- | --------- |
| Goluri marcate    | 3     | 0         |
| Total șuturi      | 7     | 5         |
| Șuturi pe poartă  | 5     | 1         |
| Posesia           | 45%   | 55%       |
| Cornere           | 1     | 1         |
| Faulturi          | 8     | 7         |
| Offside-uri       | 5     | 1         |
| Cartonașe galbene | 0     | 0         |
| Cartonașe roșii   | 0     | 0         |

A doua repriză
|                   | Milan | Liverpool |
| ----------------- | ----- | --------- |
| Goluri marcate    | 0     | 3         |
| Total șuturi      | 9     | 9         |
| Șuturi pe poartă  | 1     | 3         |
| Posesia           | 55%   | 45%       |
| Cornere           | 8     | 3         |
| Faulturi          | 8     | 16        |
| Offside-uri       | 2     | 4         |
| Cartonașe galbene | 0     | 2         |
| Cartonașe roșii   | 0     | 0         |

Per total
|                   | Milan | Liverpool |
| ----------------- | ----- | --------- |
| Goluri marcate    | 3     | 3         |
| Total șuturi      | 16    | 14        |
| Șuturi pe poartă  | 6     | 4         |
| Posesia           | 50%   | 50%       |
| Cornere           | 9     | 4         |
| Faulturi          | 16    | 23        |
| Offside-uri       | 7     | 5         |
| Cartonașe galbene | 0     | 2         |
| Cartonașe roșii   | 0     | 0         |